# Anarta clausa
Anarta clausa är en fjärilsart som beskrevs av Barend J. Lempke 1964. Anarta clausa ingår i släktet Anarta och familjen nattflyn. Inga underarter finns listade i Catalogue of Life.